# Anna Lehr
Anna Lehr (17 de noviembre de 1890 - 22 de enero de 1974) fue una actriz estadounidense que trabajó en películas mudas y en obras teatrales.

## Biografía
Nació en Nueva York, siendo hija de inmigrantes austriacos, Frank Lehr y Emilie Freisinger, Anna Lehr protagonizó la película Civilization's Child (1916), un largometraje de Triangle-Kay Bee producido por Thomas H. Ince. El guion fue escrito por C. Gardner Sullivan. En la película, hay una escena donde una caballería rusa carga sobre ella mientras esta tendida postrada en el suelo. El miedo de Lehr disminuyó un poco por su creencia de que los caballos pisarán a las personas por accidente. Interpretó a "Doris Ames" en la película muda Grafters (1917), dirigida por Allan Dwan.

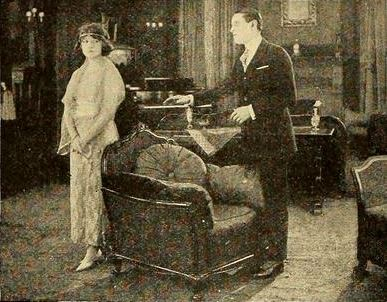
Lehr y Taylor Holmes en Upside Down (1919)

En 1919, Lehr fue elegida por David Powell para interpretar a Florence Chandler en Teeth of the Tiger. Pero se vio obligada a retirarse tras sufrir una intoxicación por tomaína. La película estaba siendo filmada por Famous Players-Lasky en Nueva York. La continua ausencia de Lehr obligó a retomar escenas que había llegado a completar.
En 1921, Lehr fue demandada por Chappell, Inc. por no pagar $916.85 en sombreros, vestidos y capas. Lehr testificó que tenía la intención de pagar la mercancía, pero se demoró después de que un sheriff y unos coleccionistas comenzaron a molestarla. Chappell sostuvo que cuando ella no regresó a su tienda para hacer arreglos para el pago, ellos tenían derecho poder enviar para cobrar la cantidad adeuda. Su abogado solicitó el sobreseimiento del caso con el argumento de que Edwin McKim se convirtió en parte de la demanda, pero no había sido notificado; En ese momento, McKim estaba en Nueva York. El caso se llevó a cabo en el tribunal del juez JP Wood en Los Ángeles, California.

## Familia
Lehr estaba casada con Edwin McKim; Su hija era la actriz Ann Dvorak. La pareja se divorció cuando Dvorak tenía ocho años, Dvorak no tuvo contacto con su padre durante casi 14 años. Finalmente se rencontró con su padre "a través de una apelación en un periódico" en 1934.

## Muerte
Lehr murió en Santa Mónica, California, en 1974 a los 83 años, cinco años después, su hija, Ann Dvorak, murió debido a un cáncer de estómago.

## Filmografía
| Año  | Título                   | Papel                | Notas            |
| ---- | ------------------------ | -------------------- | ---------------- |
| 1912 | A Simple Life            | Marie Smith          |                  |
| 1914 | Should a Woman Divorce?  |                      |                  |
| 1915 | The White Scar           | Wehnonah             |                  |
| 1916 | Civilization's Child     | Berna                |                  |
| 1917 | Grafters                 | Doris Ames           |                  |
| 1917 | Parentage                | Mrs. Brown           |                  |
| 1918 | My Own United States     | Agnes Churchill      |                  |
| 1918 | Men                      | Laura Burton         | Película perdida |
| 1918 | The Yellow Ticket        | Mary Varenka         | Película perdida |
| 1918 | Laughing Bill Hyde       | Ponotah              |                  |
| 1918 | The Birth of a Race      |                      |                  |
| 1919 | Thunderbolts of Fate     | Eleanor Brewster     |                  |
| 1920 | A Child for Sale         | Catherine Bell       |                  |
| 1920 | The Truth About Husbands | Janet Preece         |                  |
| 1921 | Cheated Hearts           | Naomi                | Película perdida |
| 1921 | Mr. Barnes of New York   | Marina Paoli         |                  |
| 1923 | Ruggles of Red Gap       | Mrs. Belknap-Jackson |                  |